# 智利西班牙语
智利西班牙语（西班牙语：Español chileno）为西班牙语在智利的数种变体。这些方言在发音，语法，词汇和俚语使用上区别于标准西班牙语。
虽然智利国土狭长，但大多数地区人们使用的西班牙语无显著差别。有些学者认为安达卢西亚，尤其是塞维利亚的语音对智利西班牙语的历史形成有较深影响。研究称不同阶层所持语言有所差异。例如，在首都圣地亚哥南至瓦尔迪维亚，农村地区的语音历史上受西班牙埃斯特雷马杜拉地区的西班牙语的影响。此外，位于最南的伊瓦涅斯将军艾森大区和麦哲伦-智利南极大区靠近阿根廷边境的地区持库约西班牙语。奇洛埃群岛的奇洛埃西班牙语受当地的马普切语影响。在最北端的阿里卡省，其语音与一般的智利西班牙语也有较大差别。